# Ravshan Irmatov
Ravshan Irmatov (em uzbeque Ravshan Ermatov, Tashkent, 9 de agosto de 1977) é um árbitro de futebol do Uzbequistão. 
É árbitro internacional da FIFA desde 2003. Foi selecionado como árbitro para o Campeonato Mundial de Futebol Sub-20 de 2007, onde ele apitou partidas na fase de grupos entre Gâmbia e México bem como a partida entre Chile e Congo.
Foi eleito o melhor árbitro de 2008 na Ásia e da Copa do Mundo de Clubes da FIFA 2008. Participou da Copa do Mundo FIFA 2010, juntamente com os assistentes Rafael Ilyasov do Uzbequistão e Bohadyr Kochkarov do Quirguistão.  É o atual recordista de partidas apitadas em Copas do Mundo FIFA, tendo oficiado 11 jogos: cinco na Copa de 2010, quatro em 2014 e dois em 2018.
Atuou também da Copa das Confederações de 2013, onde apitou apenas um jogo: Brasil e Itália